# Marguerite Émilie Chalgrin
Pour les articles homonymes, voir Chalgrin.
Marguerite Émilie Chalgrin, est née le 21 juillet 1760 à Bayonne et morte guillotinée le 24 juillet 1794 à Paris.

## Biographie
Fille du peintre Claude Joseph Vernet et de Virginia Parker, elle est la sœur cadette de Livio, Orazio et du peintre Carle Vernet, mais également la tante et marraine du peintre Horace Vernet.
Elle épouse en 1776 l'architecte Jean-François Chalgrin qui a obtenu le prix de Rome en 1758. Claude Joseph Vernet donne à sa fille une dot de 40 000 francs et offre à son gendre le tableau Les Cascatelles de Tivoli.
En 1777, une fille, Louise-Josèphe, nait de cette union, mais le ménage n'est pas heureux, le couple se sépare en 1782 et Jean-François Chalgrin délaisse sa famille. À partir de 1790, elle entretient une relation avec le baron Antoine Pierre Piscatory (1760-1852).
Durant la Révolution, Émilie se réfugie chez son amie Rosalie Filleul à l’hôtel dit de Travers, situé rue Bois-Le-Vent, à Passy, près du château de la Muette. Pendant la Terreur, Rosalie commet l'imprudence de confier à un brocanteur plusieurs meubles du château de la Muette, ignorant qu'ils sont revêtus de la marque royale. 
Marguerite est dénoncée au Comité de sûreté générale et, prise en flagrant délit chez son brocanteur, est accusée de complicité de vol et recel d’objets appartenant à la République. On trouve chez elle une chandelle portant l'estampille de la maison de Provence, d'une valeur de 20 livres.
Son frère Carle intercède en vain auprès du peintre David alors membre du comité. Reconnue coupable et condamnée à la peine de mort par le Tribunal révolutionnaire, elle est guillotinée place du Trône-Renversé le 6 messidor an II, trois jours avant le mariage de sa fille Louise-Josèphe.
Inhumé au Cimetière de Picpus
Le Portrait de Madame Trudaine, peint par David, a longtemps passé pour celui d'Émilie Chalgrin et est aujourd'hui exposé au musée du Louvre.